# Erythrophaia
Erythrophaia is een geslacht van vlinders van de familie uilen (Noctuidae), uit de onderfamilie Noctuinae.

## Soorten
- E. eudoxia Staudinger, 1891
- E. rennenkampfi Draudt, 1935
- E. suavis Staudinger, 1888